# 前上歯槽動脈
前上歯槽動脈（ぜんじょうしそうどうみゃく）は、頭頸部の動脈の一つで、眼窩下動脈の枝。

## 経路
眼窩下管の中で分岐し、上顎洞外壁にて、前上歯槽動脈と交通し、上顎切歯、臼歯、上顎洞粘膜に栄養を供給する。